# Four Gig Heads Percussion Ensemble
Das Four Gig Heads Percussion Ensemble (chinesisch 四擊頭敲擊樂團, Pinyin Sìjītóu qiāojí yuètuán) ist ein chinesisches Perkussionsensemble, das 1998 in Hongkong gegründet wurde. Es besteht aus den vier Musikern Zhou Zhantong, He Yi'an, Fu Yizhong und Lu Jianbin. Sein Ziel ist es, chinesische und westliche Perkussionsmusik zu fördern, Musik für Perkussionsinstrumente zu komponieren und zu arrangieren.
Das von den Musikern gespielte Repertoire umfasst neben den Werken für Perkussion zeitgenössischer Komponisten auch Volksmusik aus aller Welt, wie Peking-Oper-Perkussion, Zhedong luogu 浙東鑼鼓, „Ost-Zhejiang Gongs (luo) und Trommeln (gu)“, Daliuzi der Tujia-Nationalität aus West-Hunan (Xiangxi Tujiazu daliuzi), amerikanische Country-Musik und brasilianischen Samba.
Das Ensemble nahm an den Jugendkonzerten anlässlich des 5. und 10. Jahrestags der Gründung der Sonderverwaltungszone Hongkong teil und fungierte als Gastdarsteller zum 60. Jahrestag der Gründung der Volksrepublik China.